# 200m先の熱
『200m先の熱』（200メートルさきのねつ）は、桃森ミヨシによる日本の漫画作品。『Cookie』（集英社）にて、2020年11月号より連載開始。
キャッチコピーは「タテ・ヨコ恋愛トライアングル」。第36話時点で、単行本の累計売上は235万部超え。過去編『隣の微熱』は『ザ マーガレット』2021年秋号から2023年夏号まで本編と並行で連載され、本編単行本に併録。

## 概要
タワーマンションの低層階に暮らす女性を主人公に、横200m離れた戸建てに住む男性と、縦200m上の上層階に住む男性との三角関係の恋愛模様が描かれる。
タワマン管理組合役員に任命された主人公を通しての、大規模マンションの日常、管理、防災が描かれる。著者が『菜の花の彼-ナノカノカレ-』連載中に、実際にマンションの管理組合役員になり、その中で被災した経験が反映されている。タワマンという、富裕層が多いとされ比較的新しい住居形態への、羨望や偏見、建物内外の社会的格差などが語られる。主人公は和裁士で、和服文化についても取り上げられる。構想時に「主人公は在宅ワークをしている」とまで決まっていたが、和裁士に決まったのは著者の母がその職に就いていることから。
著者はこれまで少女漫画誌で中高生を主人公にした作品を主に発表してきたが、本作は初めての大人の女性向け雑誌での、社会人を主人公とした連載作品。これまでは学生らしいプラトニックラブを描いてきたが、本作では性描写も含まれる。大人の恋愛ものであるため、今までよりも踏み込み、「かっこいいことばっかりじゃなくて、“みっともなさ”みたいなことも描きたい」という。過去の少女誌『マーガレット』の連載は月2回の頻度で1話のページ数が25枚しかなく、主人公の心情を中心に「感情の波で作る」という制作スタイルだったが、本作は1話につき60ページ以上あり、生活のリアルな部分や街の空気感なども重視され目線が俯瞰的になっている。
『Cookie』で28歳の主人公の恋物語である本編が連載され、『ザ マーガレット』では18歳の高校3年生だったころの過去編『隣の微熱』が連載された。『隣の微熱』は6話（単行本9巻収録）で完結。大人同士の恋の中では性行為を当たり前の日常の一部として描く一方で、『隣の微熱』においては高校生同士での性行為（未遂）に至るまでを大事件のように描き分けている。

## あらすじ
和裁士である28歳の吉家紬（きっか つむぐ）は、タワーマンションの低層、2階に住んでいる。親がタワマンを購入し家族で暮らしていたが、22歳の時に両親が事故死し、以来一人暮らし。タワマンは、開発が進んでいるが下町情緒の残る、神奈川県の多摩川沿いに所在する。
タワマンに引きこもって着物制作に集中する紬がよく顔を会わせる相手といえば、呉服系百貨店に務める真霜知哲（ましも ちてつ）くらいだ。真霜は高校の同級生で、タワマンから200m離れた戸建てに住んでおり、紬がタワマンに引っ越す前はご近所さんだった。そして真霜は高校時代の元恋人でもある。かつて告白され、恋愛感情の実感のないまま交際し性交しかけた際、真霜が失敗して行為を完遂できなかった。その時に真霜の見せた、取り乱し赤面し涙する「ヘタレ」な姿に紬はときめき、その瞬間に本当に彼に恋をした。しかし真霜はその場から逃げ去り、気まずく思ったようで以降は無視され、交際関係も紬の恋心も自然消滅。大人になってから仕事で再会した真霜は「ヘタレ」の面影のない落ち着いた社会人になっており、今では二人には仕事の関係しかない。
タワマンは築10年を控え、初めての大規模改修を予定している。そんな時期に紬は、管理組合役員に突然任命され、他の住民らとの交流を強いられるようになった。その中で、2階より遥か200m高みの最上階58階で暮らす平良連太郎（ひらら　れんたろう）と知り合った。売れっ子劇伴作曲家で引きこもって仕事をすることの多い平良は大学生のように見える若い風貌ながら38歳で、年相応の落ち着きに欠け人見知りも激しく、エリート会社員のような人物が多い組合会議の中で萎縮する「ヘタレ」だった。初体験未遂の際に男性の「ヘタレ」な部分に惹かれる嗜好に目覚めた紬は、平良の素性を知るより前から彼に惹かれアプローチするようになった。
紬と平良は互いに職人気質を持ち仕事に対する価値観が似ており、やがて交際を始めた。紬は平良の精神的に脆い部分にも惹かれ、肉体的に異性と最後まで結ばれる経験をした。並外れた富裕層かつ10歳年上の平良は紬に献身したがり高価なプレゼントや値の張るデートをしたがるが、紬は和裁で自活することにプライドを持つ割り勘主義で、男性の弱さにこそ惹かれ男性を可愛がりたいという願望が強く、一方的な施しを素直に受け入れられない。経済観念をすり合わせることに苦労するが、平良の部屋で半同棲を始め、関係を深めていく。
真霜は実は高校生の時からずっと紬に想いを寄せたままであり、二人の同棲を知りショックを受ける。紬は両親を失った際、意識朦朧としながら雨の中を徘徊した。探し回り助け、立ち直るまで世話をしたのは真霜だった。紬は気鬱によるミスで高価な反物を汚損する事故を起こし当時の勤め先の和裁所を辞め、生きがいをなくし廃人のようだった。真霜は外銀務めであったが辞職して呉服系百貨店に転職し、仕事を与えることで紬の自信を回復させた。両親を失った直後の、呆然としながら真霜に介抱されていた時期の記憶を紬は失っている。仕事を通しての再会をただの偶然としか思っていない。真霜は紬のプライドを守るためそれらを打ち明けるつもりはなく、時期を見て再度告白し結婚したいと一人で計画していたが、全てが遅すぎたことを知る。
平良が39歳の誕生日を迎えた日、台風による大雨で地域一帯が水没した。タワマンの電気系統を管理する地下階が浸水したため全階で電気や水道が使えなくなり、復旧の目処も立たない。平良は仕事用に借りている別の住居に紬を連れて避難しようとするが、紬は両親の残したタワマンへの愛着が強く、他に行く当てのある者ばかりでない住民らのためにも留まって管理組合役員としての仕事を全うことを望んだ。また、タワマンよりも深刻な被害を受けた住宅街に住む真霜のことが気がかりで、平良についていくことができなかった。道路は浸水で湖のようになり、たった200mの距離が遠く思えたが、紬は真霜宅へと向かう。

## 登場人物
吉家紬（きっか つむぐ）
和裁士の女性。28歳。和裁の専門学校卒業後、亡き両親の残したタワマン2階に引きこもって仕事の和服制作を生きがいにしている。和裁士の母に4歳から運針を学び、日に3時間の運針を欠かさず続けている。和裁の技術とセンスは高く評価されており、着物を気軽に楽しむ人が増えるよう望んでいる。普段着は洋服だが時たま和服を身につける。一般的な勤め人と比べ大人らしさがないことを気にしている。20歳でタワマンに越す前はタワマンから200m離れた戸建てで育ち、近隣の町並みを愛している。タワマンのローンは両親の生命保険により返済が完了しており、親に残された場所を守り住み続けたいという意思が強い。タワマンの管理組合役員に任命され、書紀をしている。
高校生の時に、当時の交際相手真霜と初体験未遂をして以来、10年ほど恋愛経験はなかった。初体験未遂の際に、男性が弱みを見せ恥じらい赤面している「ヘタレ」な姿にときめき、以降は男性のそういった面を嗜好するフェチに目覚めた。男性に対し、甘やかしたい、可愛がりたい、与えたい、という欲求が強い。一方で、それらを満足にこなせるほど強くも経済力があるわけでもない無力さに葛藤している。平良にときめきを感じてからは、「痴女気味」と後から自省するほどに積極的に迫り、恋人同士になった。身長165cmで、スタイルが良く胸が大きい。髪の毛はモノクロでは黒髪、カラーではピンク系統。
真霜知哲（ましも ちてつ）
呉服系百貨店総合職の男性。28歳。紬のタワマンから200m離れた戸建てに父親と二人暮らし。過去編『隣の微熱』の主人公。タワマンの防災訓練などは戸建て住宅街と連携する部分もあり、住宅街自治会代表としてタワマン管理組合会議に出席している。
高校時代は眼鏡をかけていたが、卒業以降は外している。高校時代に紬と交際し初体験未遂をするが、真霜の焦りにより失敗。以来気まずくなって紬から距離を置いていたが、10年以上彼女だけを思い続け、28歳になってからも童貞のままでいる。初体験の失敗を恥じ、大人の落ち着きを持つ「社会人スキル」の高い男のように振る舞うが、内面は高校時代とあまり変わらない「ヘタレ」さを持つ。進路を決める際、当初は東工大を志望していたが、和裁士を目指す紬の手助けをするには呉服系百貨店勤務がいいのではと思い立ち一橋大学経営学部に文転した。卒業後は外銀に就職するも、紬の両親の死をきっかけに当初の目標であった百貨店に転職した。紬は真霜の進路変更や転職の理由を知らず、再会をたまたまだと思っている。一定の信頼と年収を得た後に紬へプロポーズするつもりでいた。呉服でいちばん大事なはずの職人の給与が低いことを気にし、和裁士が正当な報酬をもらえるよう業界を変えていくことを目標の一つにしている。
少年期に両親が離婚し、母とは当初こそ面会があったが自然と疎遠になった。高校時代、父子家庭で家事をこなし家計を任されていたため同級生から恐喝被害に遭い、高3で逃げるように転校し、当時の紬の隣家に引っ越した。転校の経緯を知った紬には、凍った雪の上に1週間以上繰り返し晒し過酷な環境に置くことで魅力的な生地になる小千谷縮のような人だと評され、その生地で作られた紬の手製の浴衣を大切にしている。大人になってからも家事を担い、おせちを手作りするほど料理が得意。
扉絵などでは、小さな黒猫に擬獣化される。
平良連太郎（ひらら れんたろう）
劇伴作曲家の男性。38歳。紬のタワマン2階から200メートル上階の58階に暮らしている。有名なアニメや映画に曲の提供を行い、年収が優に数億円は超えている売れっ子。年齢相応の大人らしさに欠け、自由業らしいラフな服装から、一見すると大学生ぐらいの若者に見える。かなりの長身。タワマン管理組合の役員に任命され紬と同じ書紀となったことで親しくなり、彼女と交際し初体験の相手となる。時折見せる子供じみた言動や、それを恥じる表情は紬をときめかせるが、本人は一人前の風貌と中身になりたいとコンプレックスに思っている。大人らしく見られたいが「おじさん」扱いも嫌だという複雑な心境でいる。
ワンナイトラブも含め女性経験が非常に多く、女性の扱いに慣れているが、パッションのままに作曲し、仕事に熱中すると昼夜逆転し長期間女性を放置しがちなため長続きしない。転居も多く、一つの土地に愛着を持ったことがない。家庭環境などから人間不信気味であったが、紬に心を開いてからは依存するようになる。芸能界に人脈があることから、時代劇関係の仕事を紬に斡旋する。喫煙者でアイコスを吸うが、酒は1杯程度で寝込むほど弱いため下戸である。
会社経営者の父と専業主婦の母のもとで裕福に育ったが、教育方針が姉弟で異なりすぎることから姉に疎まれていた。作曲家を志すようになり東京藝術大学作曲科へ進学、その時期には父の会社経営が行き詰まっており、奨学金によって入学。仕事が軌道に乗ってからは、家族へ多額の送金を続けていたが「家の修繕費」も送金していたのに帰郷してみれば実家は更地で売られており、騙して金銭搾取していた姉には連絡を絶たれ、知らぬまに離婚した両親の行方もわからなくなり一家離散している。自分に似た才気あり仕事に情熱を持つ女性を好む一方で、そんな女性に母のような専業主婦になって家でいつも待っていてほしいという矛盾した願望を持つ。家事能力はほぼなく、専ら外注している。
扉絵などでは、大きなラブラドール・レトリバーに擬獣化される。
真霜一徹（ましもいってつ）
知哲の父親。妻とは離婚しており、高校時代イジメを受けていた知哲のために吉家の隣家へ引っ越して来た。家事を知哲と分担しており、料理以外の洗濯などを担当している。きっかの両親、とくに父親と仲がよく、酒を共にしたりと家族ぐるみの付き合いをしていた。
紺ノ可奈芽（こんのかなめ）
真霜の部下で24歳の女性。丸河屋百貨店の呉服部勤務。真霜が係長に昇進後、吉家との婚礼衣装の案件を引き継いでいる。真霜に好意をよせており嫉妬心から吉家には冷たくあたるが、吉家の仕事への真摯さと能力を次第に認め始めている。真面目でタイパ重視、結婚願望あり。婚活を真剣に考えていない吉家に対し「今のことしか考えてなさそう」と切り捨てる。
鹿西（かさい）
タワマン15階に暮らす女性。管理組合で植栽担当。一橋大学出身で、最大手ではない広告代理店勤務。いわゆるバリキャリではあるが、社内政治に負けており、あまり伸び代がない。38歳独身。紬を「金持ちの家のニート」と誤認し当初は当たりが強かったが、次第に打ち解ける。かつては同棲する恋人がいたが別れ、結婚・出産願望を持つも諦め気味。同棲していたころ、新卒時に入れなかった憧れの会社にヘッドハンティングされたが「子供ができたら続けられない」との恋人の反対により断り、しかし結局恋人に捨てられ、反対理由は本当は「女に年収を超えられるのが嫌だったから」と知らされ、後悔を抱えている。「自分より年収が下だと嫉妬され上手くいかなくなる」と考え高年収の男性ばかり求め婚活するも上手くいかないまま年を取った。当初はロングヘアで濃いメイクをしていたが、恋人との過去の話を紬に打ち明け吹っ切れて以来、髪を切りナチュラルメイクに改めた。
二宮（にのみや）
タワマン24階に暮らす男性。管理組合理事長。商社勤務。バツイチの33歳。大学を出てすぐに結婚し、妻には社会人経験を持たないまま専業主婦になってもらったが、連日の残業や仕事での飲みの付き合いなどの理解を得られずに24歳で離婚した。多忙なため管理組合では軽い役職を求めていたが、自己紹介の語り口がしっかりしていたため理事長に据えられてしまった。
司波（しば）
タワマンの管理会社社員。23歳の男性。管理組合会議で進行を務める。建築マニアを通り越してフェチありで、建物の維持管理に情熱を持っている。高卒で働いており、結婚相手には同程度のスペックの、高卒で経済的に自立した女性を希望している。
森村美凪（もりむらみなぎ）
数多くいる平良の元カノの一人で、きっかの前に付き合っていた最後の彼女。気が強く性に奔放な女優で、平良より歳上。平良と交際が決まってからは自分好みの家賃200万円の賃貸に引っ越させ、家具も勝手に変えた。劇伴作曲家として平良の出世作となったドラマの主役をつとめ、自身にとってもブレイク作品となったことから、平良のことを「私を引き上げてくれる男」と認識していた。しかし自分が傷ついている時に逃げ出した平良に腹を立て、浮気した。
吉田チーフ（よしだちーふ）
きっかの上司。ドラマ衣装チームのチーフであり、きっかに着物の新しい世界を見せるきっかけとなった。きっかのよき理解者。自身も前衛的な浴衣ブランドを立ち上げたい夢があるが、衣装畑であることや自身の後ろ盾がないことなどから悔しい思いもしている。
八千草晶（やちぐさあきら）
大物演歌歌手の女性。真霜の顧客であり、丸河屋呉服部のVIP客。粋なことが好きで、着物は昔ながらのルールを守った着こなしを好む。しかし自身の生き方は前衛的であり、早い時代に40代で選択的シングルマザーとなった。吉家の仕立てた紗袷の力量を認め、娘の婚礼衣装を依頼した。
八千草文子（やちぐさあやこ）
19歳の女性。八千草晶の一人娘。母親とは正反対で、現代的に自由に組み合わせた着物の着こなしを提案するインスタグラマー、ユーチューバーとして活躍している。フランスの実業家と婚約中であり、和装婚を予定している。きっかに婚礼衣装を注文していたが、打ち合わせで同席していた紺ノに激怒する。母親とは溝があるが、本心では自分のことを認めてほしいと思っている。
高橋（たかはし）
吉家、真霜の高校３年時代の同学年。吉家と幼馴染みで、ともに文化祭実行委員をしていた。吉家のことを「つむちゃん」と呼び、明るくリーダーシップもあり周囲から好かれていた。真霜いわく「陽キャ」。吉家のことがずっと好きで、卒業式後に告白するも断られるが、爽やかに握手を交わし別れた。その姿を覗き見していた真霜はコンプレックスを抱く。
笹山亨（ささやまとおる）
平良の高校時代からの親友。今は静岡県伊豆市の「アルカナ・イズ」という実存するホテルの支配人。実際のホテルの支配人がモデルになっている。高校時代は平良とバンドを組んでおり、ボーカル担当だった。大学からは平良と別の道を歩んでいるが今も親交がある。平良の良き理解者。
五十嵐大和（いがらし)
タワマン34階に暮らす男性。飲食店をいくつか経営している。管理組合では大規模修繕担当。
畑 邦明（はた）
タワマン52階に暮らす高齢男性。管理組合では監事担当。偏屈なところがあり、タワマン築10年目の大規模修繕に対し「必要もないのに詐欺的に行おうとしているのではないか」と異議を唱える。台風による災害時、身軽にホテルに泊まりに行く者もいる中で、それほど富裕層ではなく行く当てがないと困っていた。
薮坂（やぶさか）
タワマンに住む男性。医師。管理組合の副理事長。
渡辺（わたなべ）
タワマンに住む女性。防災委員。

## 書誌情報
- 桃森ミヨシ 『200m先の熱』 集英社〈マーガレットコミックス〉、既刊14巻（2025年7月25日現在）
  1. 2021年1月25日発売[7]、『Cookie』2020年11月号 - 2021年1月号、ISBN 978-4-08-844453-6
  2. 2021年7月21日発売[8]、『Cookie』2021年3月号 - 7月号、ISBN 978-4-08-844545-8
  3. 2021年12月24日発売[9]、『Cookie』2021年9月号 - 11月号、ISBN 978-4-08-844572-4
    - 隣の微熱 vol.1[注 2]{（『ザ マーガレット』2021年秋号）

  4. 2022年3月25日発売[10]、『Cookie』2022年1月号 - 3月号、ISBN 978-4-08-844622-6
    - 隣の微熱 vol.2[注 3]（『ザ マーガレット』2022年冬号）

  5. 2022年7月25日発売[11]、『Cookie』2022年5月号 - 7月号、ISBN 978-4-08-844665-3
  6. 2022年11月25日発売[12]、『Cookie』2022年9月号 - 11月号、ISBN 978-4-08-844681-3
    - 隣の微熱 vol.3（『ザ マーガレット』2022年秋号）

  7. 2023年3月24日発売[13]、『Cookie』2023年1月号 - 3月号、ISBN 978-4-08-844765-0
    - 隣の微熱 vol.4（『ザ マーガレット』2022年冬号）

  8. 2023年7月25日発売[14]、『Cookie』2023年5月号 - 7月号、ISBN 978-4-08-844806-0
    - 隣の微熱 vol.5（『ザ マーガレット』2023年春号）

  9. 2023年11月24日発売[15]、『Cookie』2023年9月号 - 11月号、ISBN 978-4-08-844821-3
    - 隣の微熱 vol.6 最終回（『ザ マーガレット』2023年夏号）

  10. 2024年3月25日発売[16]、『Cookie』2024年1月号 - 3月号、ISBN 978-4-08-843004-1
  11. 2024年7月25日発売、『Cookie』2024年5月号 - 7月号、ISBN 978-4-08-843043-0
  12. 2024年11月25日発売、『Cookie』2024年9月号 - 11月号、ISBN 978-4-08-843064-5
  13. 2025年3月25日発売、『Cookie』2025年1月号 - 3月号、ISBN 978-4-08-843120-8
  14. 2025年7月25日発売、『Cookie』2025年5月号 - 7月号、ISBN 978-4-08-843163-5